# Куешта
Куешта (рос. Куэшта; башк. Ҡыуыштау) — печера неподалік від села Кузнецовка (Іглінський район) в Башкортостані, Росія. Печера горизонтального типу простягання. Загальна протяжність — 800 м. Глибина печери становить 12 м. Категорія складності проходження ходів печери — 2А. Печера відноситься до Сергінського району Уфимського амфітеатру Середньої області Західноуральської спелеологічної провінції. Стіни печери являють собою гіпси і ангідрити кунгурського ярусу. З 1965 року є пам'ятником природи.

## Опис
Печера являє собою коридор шириною близько 5 і висотою близько 2 метрів, заглиблюється в південно-західному напрямку. По печері протікає однойменний струмок.
Від входу в печеру тунель веде до залу Привхідний. Його довжина становить 20 метрів. Зал Привхідний з'єднується з залом Гуртківців, який, своєю чергою, з'єднаний низьким лазом із Головним коридором. Розгалуження 350-метрового Головного коридору утворюють Мишачий зал — місце проживання нічниці ставкової. Коридор переходить у зал Туристів, грот із залишками хатини (про це свідчать залишки кам'яної кладки й дерев'яного даху), а потім — вихід з печери.